# Sinularia vrijmoethi
Sinularia vrijmoethi är en korallart som beskrevs av Verseveldt 1971. Sinularia vrijmoethi ingår i släktet Sinularia och familjen läderkoraller. Inga underarter finns listade i Catalogue of Life.